# Árabe Negro
Na  mitologia sérvia, Árabe Negro (em sérvio:  Црни Арапин, Crni Arapin) é uma designação para árabes e pessoas negras. O Árabe Negro é frequentemente representado como um malfeitor de pele bronzeada escura que rapta mulheres e garotas. No folclore sérvio, tão bem quanto nas crenças de outros povos dos Balcãs, o árabe é um demônio ctônico, uma substituição para o demônio. Alguns autores o comparam ao Triglav eslavo.
Em uma história do folclore sérvio, um árabe, depois de ser massacrado em batalha, escapa enquanto carrega sua cabeça em seu braço. Alguns outros contos e canções populares têm o personagem de um árabe de três cabeças.

## Literatura
- Interpretations, volume III, 2009: Árabe Negro como uma Figura de Memória